# 长沙公交
长沙公交是指长沙市市域内的公交线路的总称。

## 历史沿革
1933年，谭常恺、唐德才等人集资两万元创办开明汽车股份有限公司（简称开明公司）。 
1934年，开明公司两部公共汽车开始经营行驶于中山路、环城路的两条线路，这两条线路便是长沙市最早的公交线路。
1946年，由长沙人力车工会成立长沙市人力车转业公共汽车公司，并且买进了2辆旧客车，与开明公司的公车同在环城路上行驶。 
1951年，人民政府接办公交事务，仅辟南门口到北门口一条线路，全长4.2公里。
1952年，长沙市公共汽车公司成立，增辟河西线，即今溁湾镇至左家垅的公交线。
1994年，长沙市公共汽车公司改称长沙市公共交通总公司。
1997年，长沙公交202路开通，成为长沙第一条空调车线路。
2000年，长沙市开始推行无人售票乘车制度，逐步裁减公交售票员。
2004年，红光巴士、由企业车队改制而来的三叶公司、由长沙公交202车队变身的凯程巴士成立。
2005年， “营运52年亏损51年”的原长沙市公共交通总公司改制，将社会资本引入公交领域，资产由上海巴士公司和长沙客运集团收购，重组成立湖南巴士和龙骧巴士。同年，4家民营公交公司恒通巴士、嘉年华巴士、万众公交和众旺公交获批准成立。
2009年，凯程巴士与万众公交合并。
2013年，长沙市委市政府决定整合全市公交企业资源，将嘉年华巴士、万众公交、红光巴士整合成宝骏巴士，龙骧巴士、恒通巴士整合成新的龙骧巴士，湖南巴士、众旺公交、三叶公交整合成新的湖南巴士。同年，长沙首批30台纯电动公交车投入运营。
2020年11月17日，长沙市人民政府作出《关于组建长沙公交集团有限公司的批复》。
2021年4月，湖南巴士公共交通有限公司、 湖南龙骧巴士有限责任公司、长沙宝骏巴士有限公司整合成为长沙公交集团有限公司。